# 중앙인도

중앙인도는 마디아프라데시주와 차티스가르주로 구성되어 있다.

중앙인도(Central India)는 인도의 대략적으로 정의된 지리적 지역이다. 인도 중부는 인도의 지리적으로 느슨하게 정의된 지역이다. 명확한 공식적인 정의는 없고 다양한 정의가 사용될 수 있다. 하나의 공통된 정의는 거의 모든 정의에 포함된 차티스가르주와 마디아프라데시주로 구성된다. 일부 다른 정의들처럼 이것은 동서축으로 "중앙"인 인도 북부의 부분을 취한다. 따라서 인도 정부에 의해 설립된 중앙 지역 위원회는 이 두 주를 포함하며, 북쪽으로는 우타르프라데시주와 우타라칸드주를 마지막으로 히말라야의 티베트/중국과의 국경을 접한다.

중앙인도 지역.

## 같이 보기
- 인도의 행정 구역
- 동인도
- 북인도
- 북동인도
- 남인도
- 서인도